# Militära grader i La grande armée
Militära grader och deras gradbeteckningar i Napoleons ”la grande armée” visas nedan. Officerare och högsta underofficersgraden bar gradbeteckningar i form av epåletter, underofficerare och korpraler i form av galoner på ärmarna.

## Infanterietochartilleriet
Guld eller silver användes som metallfärg beroende på vilken metall som användes i uniformens knappar. Vid guldknappar användes guldepåletter; vid silverknappar silverepåletter. Överstelöjtnantsepåletterna var i motsatt metall mot uniformsknapparna. Majorer och uppåt bar tjockare fransar (buljoner) på epåletterna.
| Generals- personer |                                 |                                  |                                     |                                 |
| Grad               | Maréchal de France Fältmarskalk | Général de corps d'armée General | Général de division Generallöjtnant | Général de brigade Generalmajor |

| Regements- officerare |                 |                       |                         |
| Grad                  | Colonel Överste | Major Överstelöjtnant | Chef de bataillon Major |

| Kompani- officerare |                                                    |                  |                     |                          |                               |                                    |
| Grad                | Capitaine adjudant major Regements- kvartermästare | Capitaine Kapten | Lieutenant Löjtnant | Lieutenant Löjtnant 1812 | Sous-lieutenant Underlöjtnant | Sous-lieutenant Underlöjtnant 1812 |

| Underofficerare och underbefäl Vinklar eller streck berodde på uppslagens utformning |                                          |                                                            |                         |                  |                        |                 |
| Grad                                                                                 | Adjudant sous-officier Bataljonsadjutant | Adjudant sous-officier Bataljonsadjutant variant från 1808 | Sergent-major Fältväbel | Sergent Sergeant | Caporal-fourrier Furir | Caporal Korpral |

Källor:  

## Kavallerietochträngen
- Colonel
- Colonel en second
- Major
- Major en second
- Chef d'escadron
- Capitaine
- Lieutenant
- Sous-lieutenant
- Adjudant sous-officier
- Adjudant
- Maréchal des logis-chef
- Maréchal des logis
- Brigadier-fourrier
- Brigadier

## Läkare och apotekare
| Medicinare         | Kirurger/Fältskärer        | Apotekare                  |
| ------------------ | -------------------------- | -------------------------- |
| Médecin en chef    | Chirurgien en chef         | -                          |
| Médecin major      | Chirurgien major           | Pharmacien major           |
| Médecin aide major | Chirurgien aide major      | Pharmacien aide major      |
| -                  | Chirurgien sous aide major | Pharmacien sous aide major |

Källa: 

## Tjänsteåldersvinklar
Underofficerare, furirer och korpraler samt meniga soldater bar tjänsteåldersgaloner, Galons d'ancienneté i form av chevroner på övre vänstra ärmen: en chevron efter 10 års tjänst; två efter 15 års tjänst; tre efter 20 års tjänst. Chevronerna var officiellt i rött för alla grader utom för furirer, där de var i metallfärg (guld eller silver) och ersatte den galon som betecknade furirsgraden. Men underofficerare bar dock ofta chevronerna i metallfärg.
| Underofficerare och underbefäl Tjänsteåldersgalonerna var alltid i form av vinklar |                             |                            |                         |                           |
| Grad och tjänsteålder                                                              | Fältväbel med 15 års tjänst | Sergeant med 15 års tjänst | Furir med 15 års tjänst | Korpral med 15 års tjänst |

## Galleri

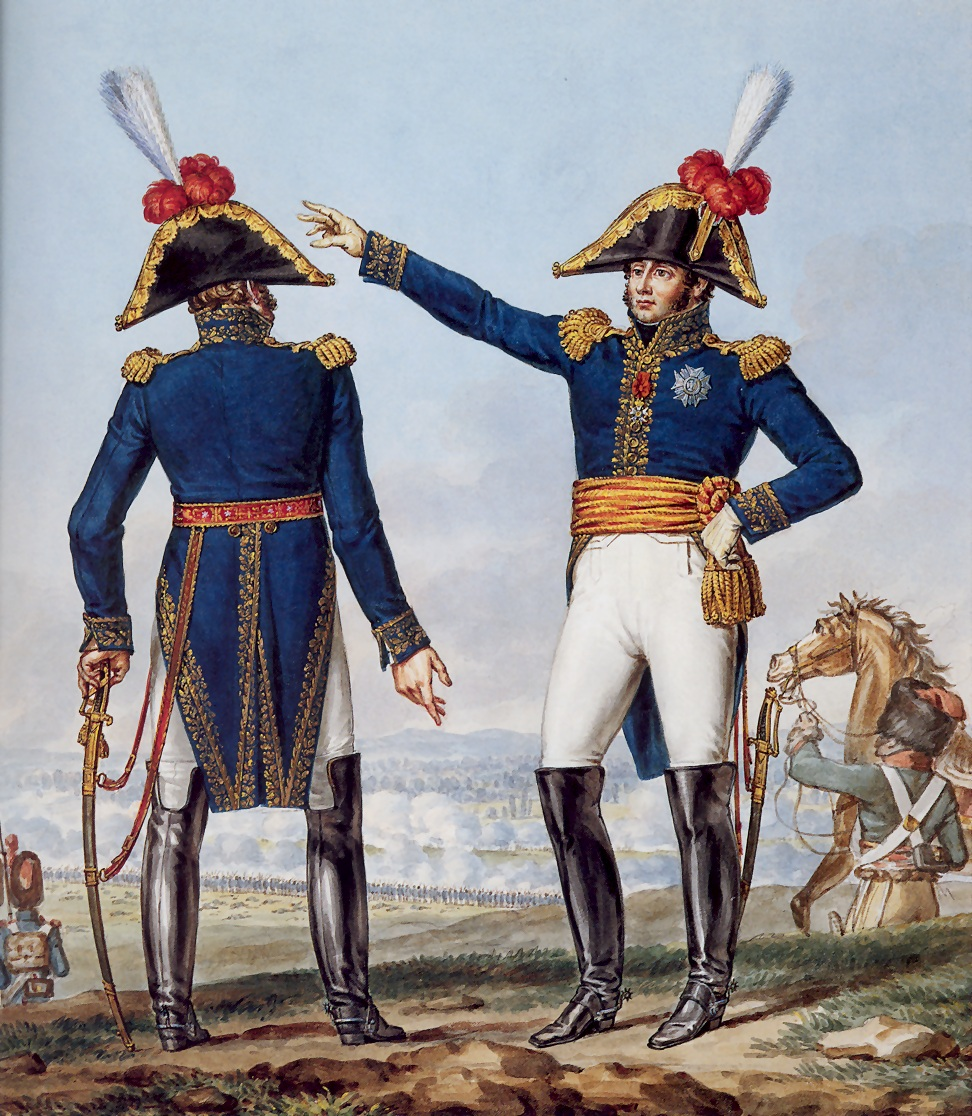
Generallöjtnanter.
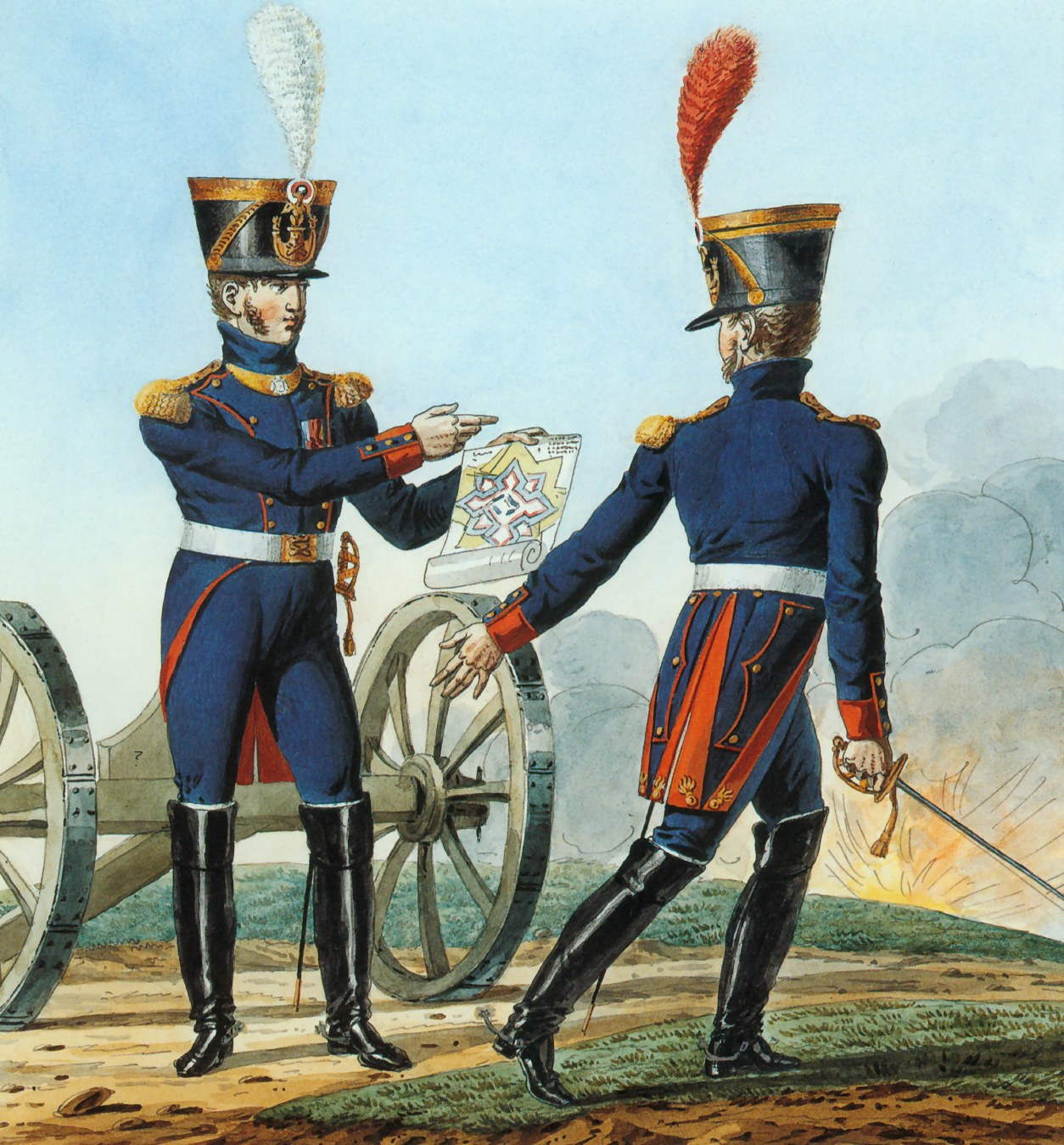
Överste och major vid artilleriet.
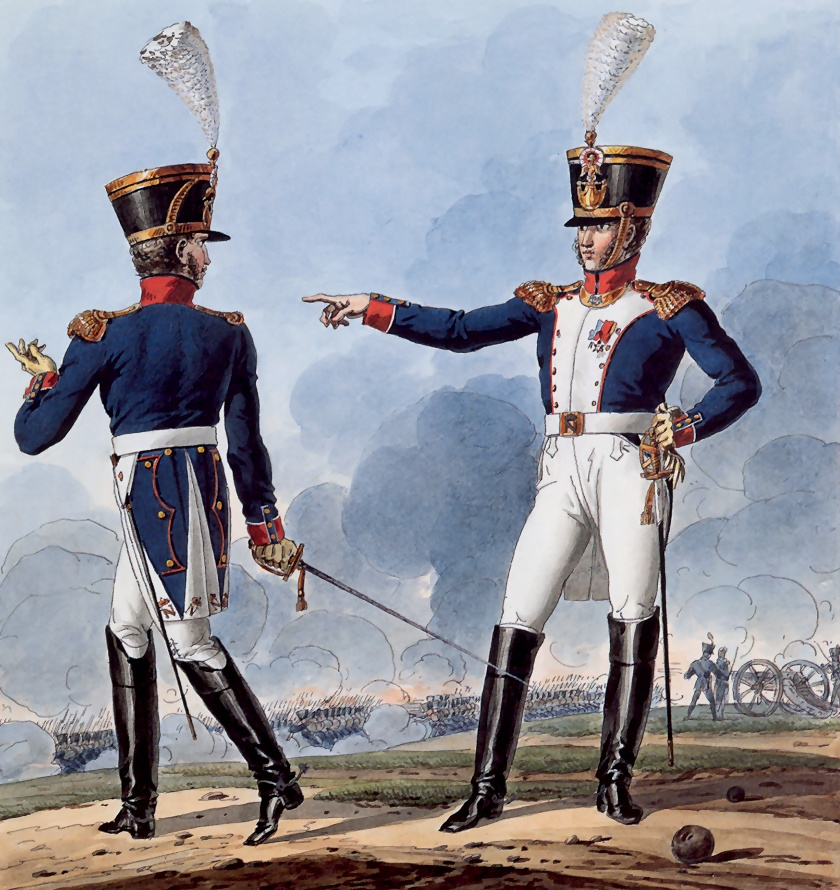
Major och överste vid linjeinfanteriet.
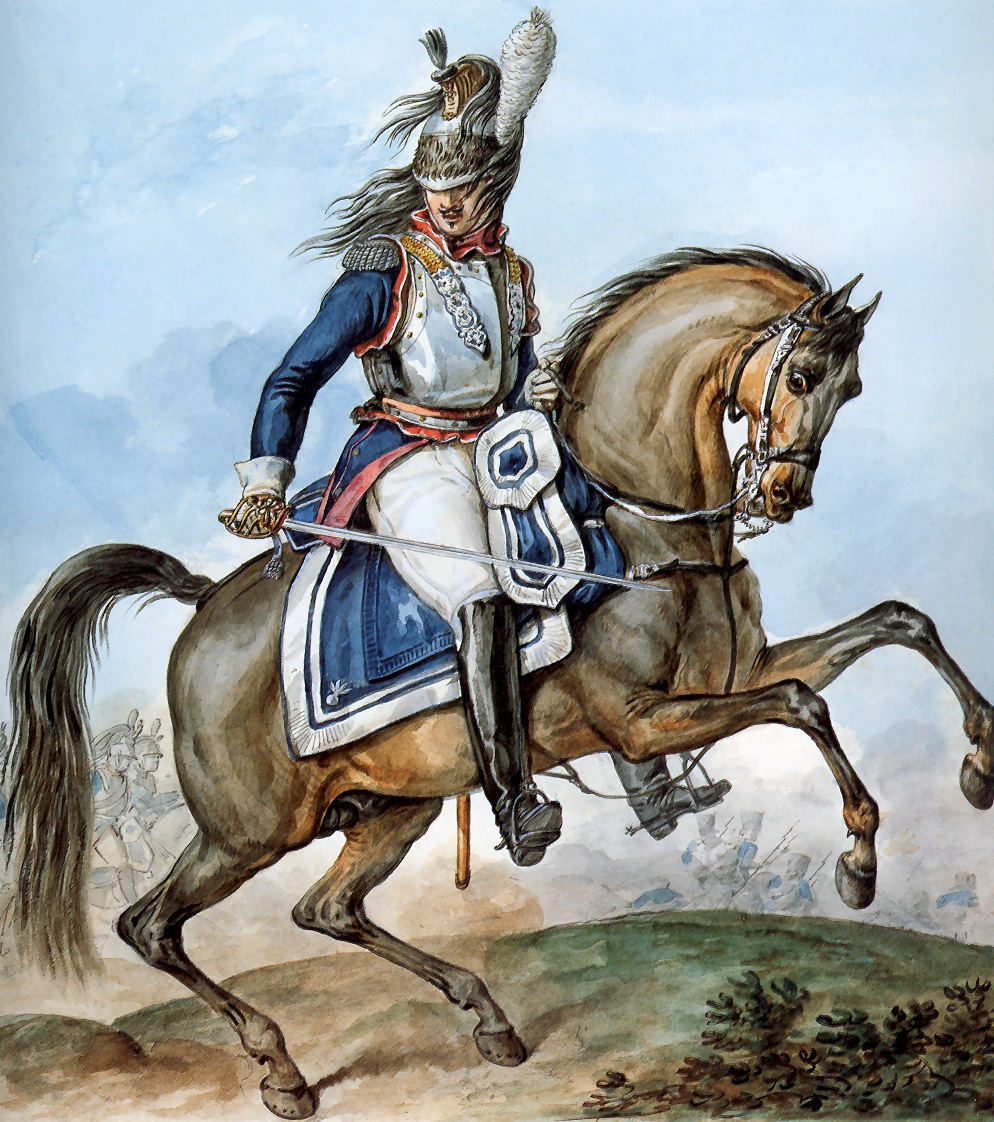
Överste vid kyrassiärerna.
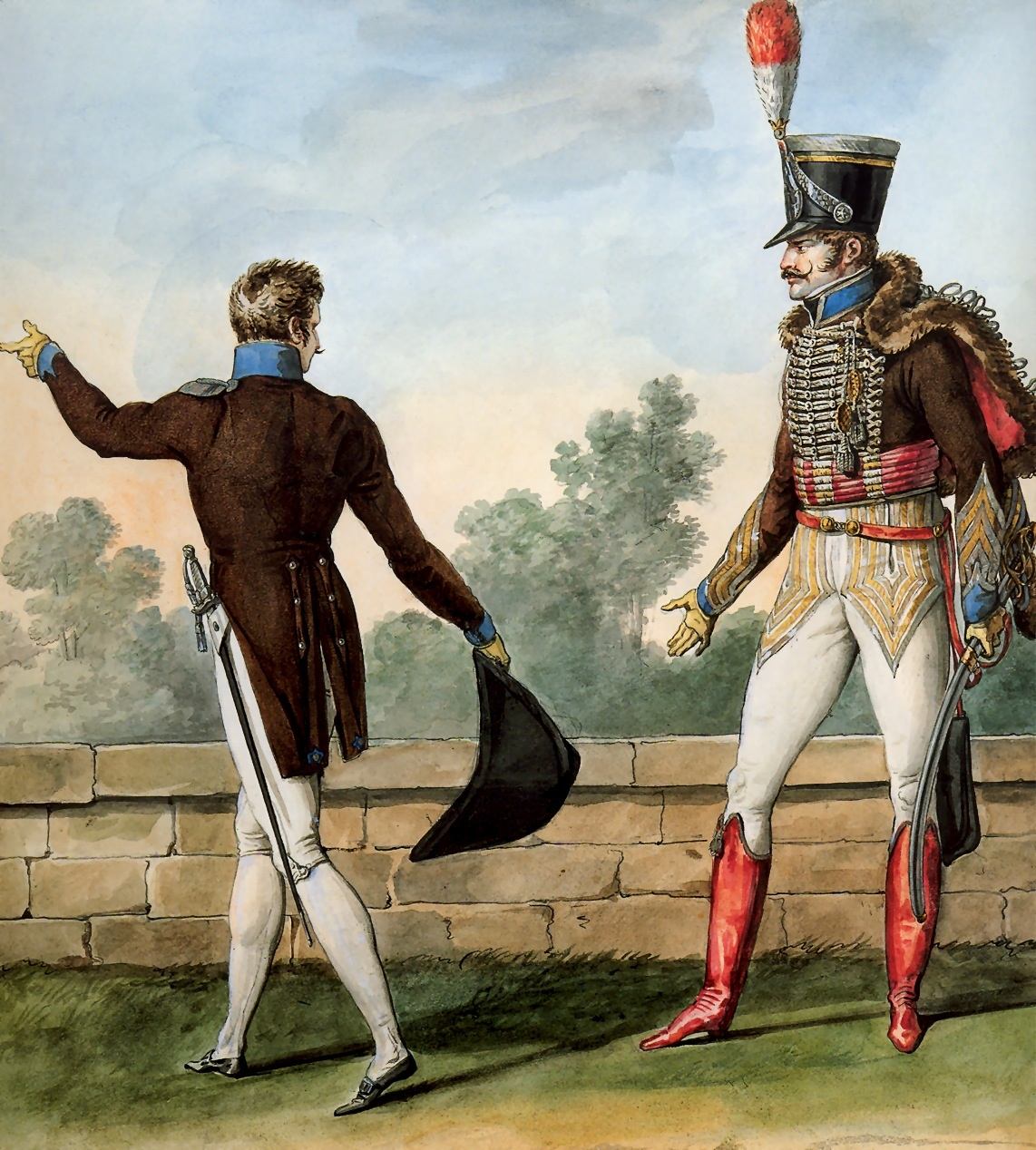
Överstelöjtnant vid husarerna (till höger), med de gradbeteckningar i form av galoner på underärmarna och byxorna som bars av husarerna.
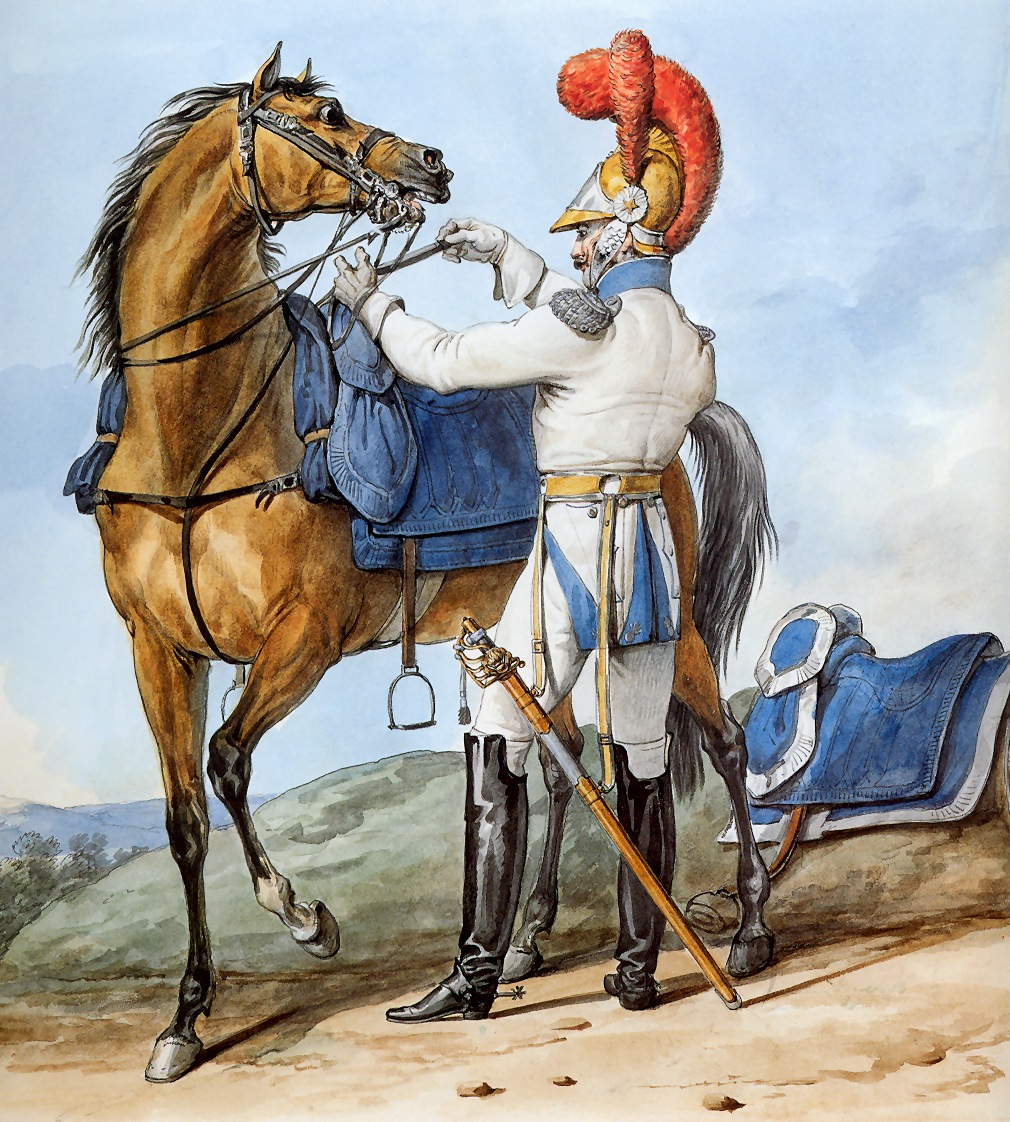
Major vid karabinjärerna.
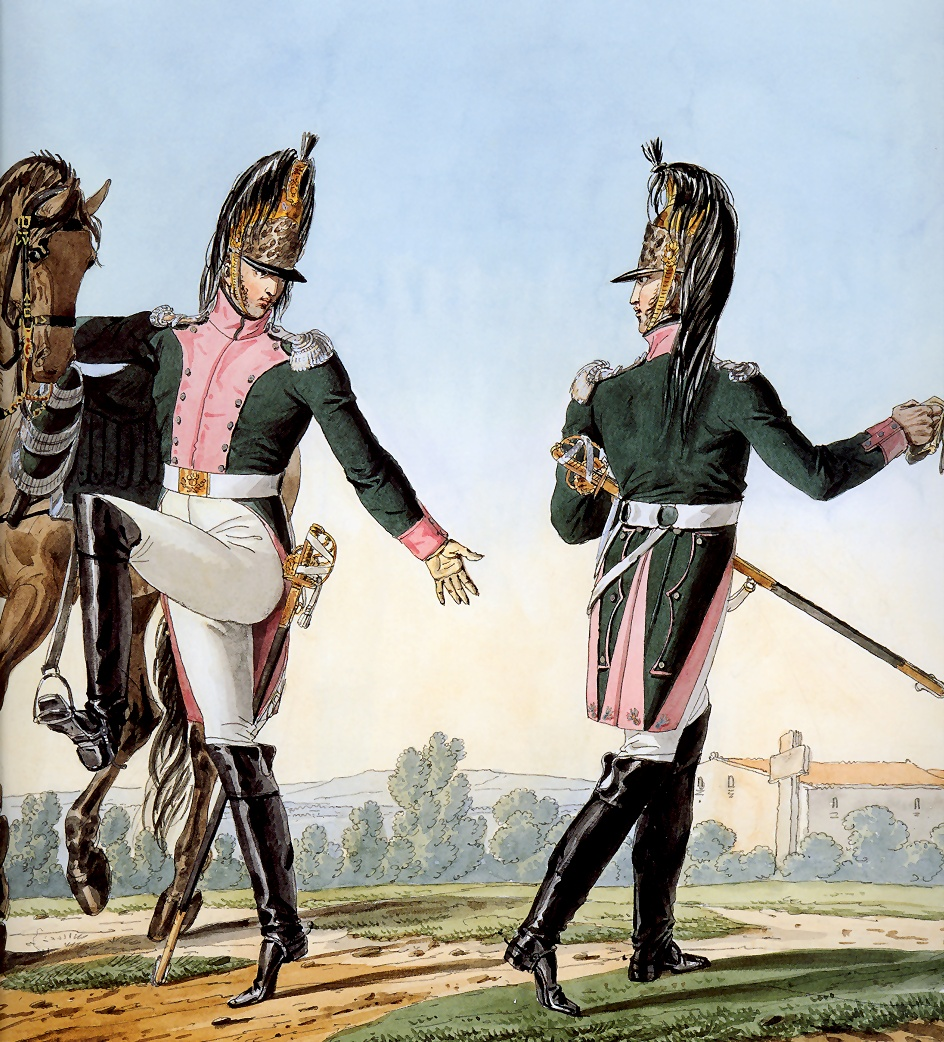
Kaptener vid dragonerna.
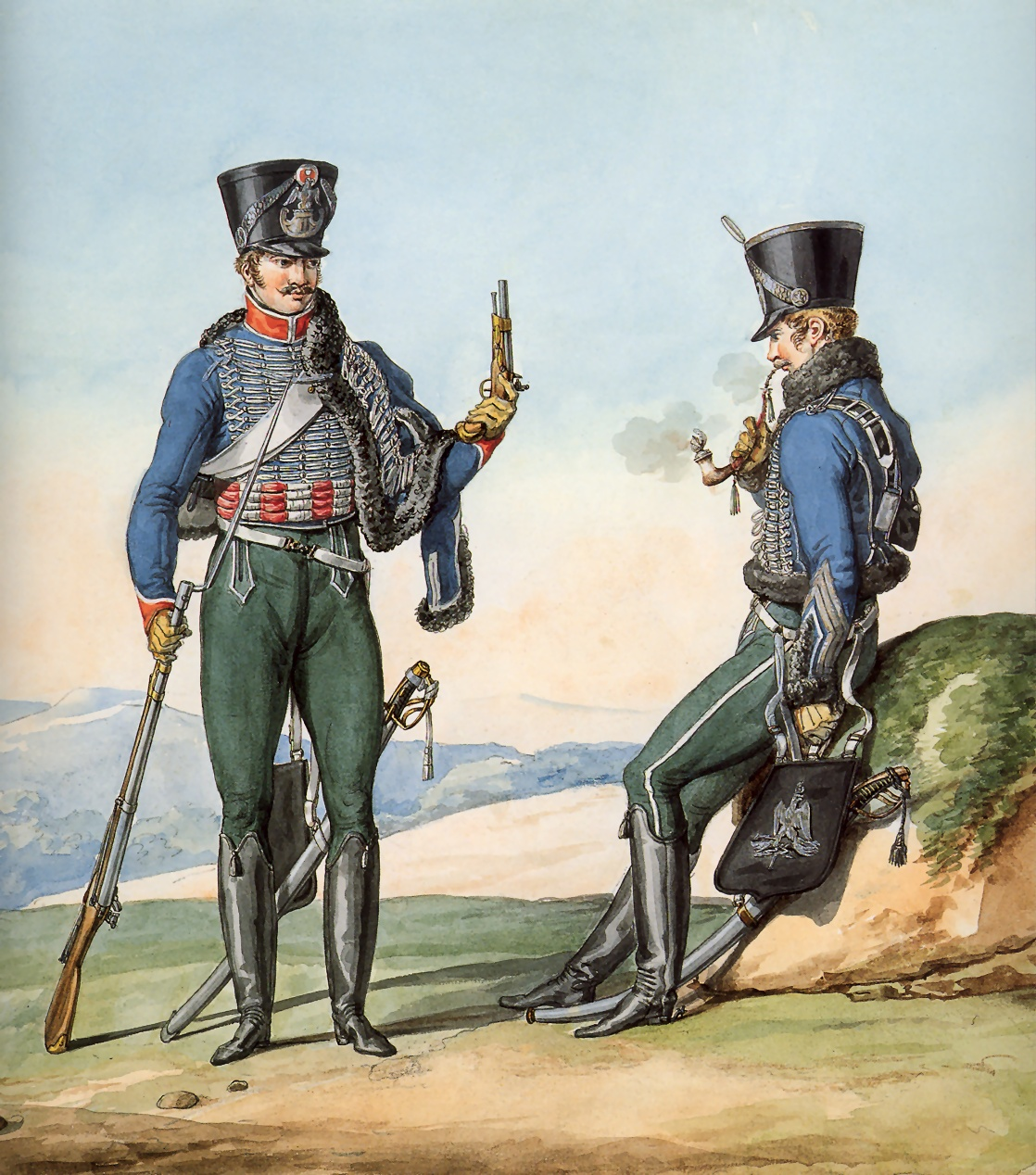
Husar och ryttmästare.
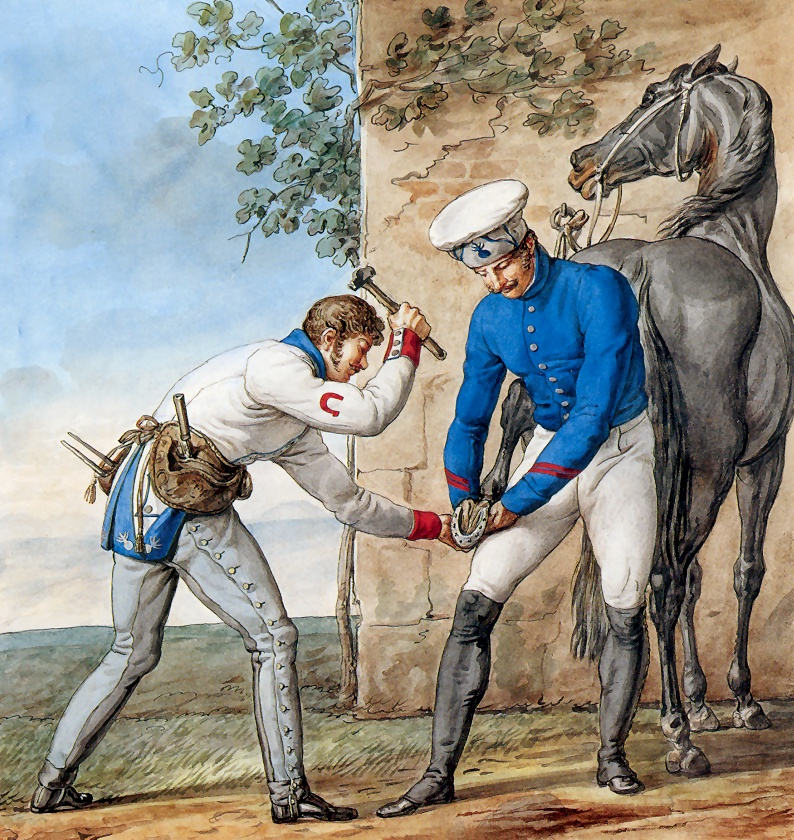
Hovslagare och korpral vid karabinjärerna.